# Biserica „Sfinții Arhangheli” din Cazangic
Biserica „Sf. Arhangheli” este o biserică amplasată în Cazangic, raionul Leova, Republica Moldova. Este un monument arhitectural de importanță națională inclus în Registrul monumentelor Republicii Moldova ocrotite de stat cu nr. 253 (raionul Leova). Datează din 1889.